# Denis Laňka
Denis Laňka (* 13. května 1997) je český fotbalový záložník.

## Klubová kariéra
Laňka s fotbalem začínal v Českém Lvu Neštěmice, krátce působil v Junioru Teplice, a následně hrál 7 let v Teplicích. Ligovou premiéru odehrál 18. října 2014 v utkání 11. kola proti Bohemians (výhra 4:1), když střídal v 77. minutě. Před sezonou 2015/16 přestoupil do Příbrami. Zde začal nastupovat v juniorce, se kterou v UEFA Youth League došel až do senzačního osmifinále, kde příbramští mladíci vypadli na penalty s Benficou Lisabon, Laňka odehrál všech šest utkání v záklaní sestavě. Za A-tým nastoupil v jarní části do třech ligových utkání, vždy jako náhradník. V podzimní části 2016/17 začal hrát častěji, nastoupil do 6 utkání, pro jaro ale ze sestavy vypadl. Pro jarní část sezony 2017/18 odešel na hostování do třetiligového Benešova. Zde si v 16 zápasech připsal 7 gólů. Před sezonou 2018/19 byl poslán na dlouhodobé hostování do jiného třetiligového klubu, Slavoje Vyšehrad. Zde za 2 a půl roku odehrál celkem 50 ligových gólů, a vstřelil 6 gólů; v první sezoně pomohl k postupu do 2. ligy. Na jaře 2021 začal nastupovat za A-tým Příbrami, naskočil do prvních 7 ligových utkání, poté se objevil až v závěrečném kole. V červenci 2021 přestoupil zpět do Teplic. Zde opět začal hrát, a postupně zmizel ze sestavy.

## Kontroverze
Dne 17. srpna 2015 v utkání juniorské ligy proti Znojmu zlomil nohu protihráči Oldřichu Kostorkovi.
Etická komise FAČR s Laňkou v lednu 2022 zahájila disciplinární řízení pro podezření z přijetí úplatku a následné pokusy o ovlivnění dvou utkání při svém působení ve Slavoji Vyšehrad. Až do rozsudku Laňku klub FK Teplice vyřadil z kádru. Disciplinární řízení bylo ukončeno 4. března 2022, za úplatkářství dostal Laňka pokutu ve výši 40 tisíc korun a dvouletý zákaz činnosti.